# Italien ved vinter-OL 2018
Italien deltager i vinter-OL 2018 i Pyeongchang, Sydkorea i perioden 9. – 25. februar 2018.

## Deltagere
Følgende atleter vil deltage i nedennævnte sportsgrene: 
| Sportsgren            | Herrer | Damer | Total |
| --------------------- | ------ | ----- | ----- |
| Alpint skiløb         | 11     | 9     | 20    |
| Bobslæde              | 4      | 0     | 4     |
| Curling               | 5      | 0     | 5     |
| Freestyle skiløb      | 2      | 2     | 4     |
| Kunstskøjteløb        | 5      | 6     | 11    |
| Kælk                  | 7      | 2     | 9     |
| Langrend              | 8      | 7     | 15    |
| Nordisk kombineret    | 4      | 0     | 4     |
| Short track skøjteløb | 2      | 5     | 7     |
| Skeleton              | 1      | 0     | 1     |
| Skihop                | 4      | 4     | 8     |
| Skiskydning           | 5      | 6     | 11    |
| Snowboard             | 9      | 5     | 14    |
| Total                 | 67     | 46    | 113   |

## Medaljer
| 2018 Pyeongchang | Guld | Sølv | Bronze | Total |
| Italien          | 3    | 2    | 5      | 10    |

### Medaljevindere
| Medal  | Name                                                           | Sport                 | Event                            | Date        |
| ------ | -------------------------------------------------------------- | --------------------- | -------------------------------- | ----------- |
| Guld   | Arianna Fontana                                                | Short track skøjteløb | Kvindernes 500 meter             | 13. februar |
| Guld   | Michela Moioli                                                 | Snowboarding          | Kvindernes snowboard cross       | 16. februar |
| Guld   | Sofia Goggia                                                   | Alpint skiløb         | Damernes styrtløb                | 21. februar |
| Sølv   | Federico Pellegrino                                            | Langrend              | Herrerenes sprint                | 13. februar |
| Sølv   | Arianna Fontana Lucia Peretti Cecilia Maffei Martina Valcepina | Short track skøjteløb | Kvindernes 3000 meter holdstafet | 20. februar |
| Bronze | Dominik Windisch                                               | Skiskydning           | Herrerenes sprint                | 11. februar |
| Bronze | Federica Brignone                                              | Alpint skiløb         | Damernes storslalom              | 15. februar |
| Bronze | Nicola Tumolero                                                | Hurtigløb på skøjter  | Mændenes 10000 meters            | 15. februar |
| Bronze | Lisa Vittozzi Dorothea Wierer Lukas Hofer Dominik Windisch     | Skiskydning           | Mixed stafet                     | 20. februar |
| Bronze | Arianna Fontana                                                | Short track skøjteløb | Kvinderness 1000 metres          | 22. februar |